# 叶申蔼
叶申蔼，福建闽县（今属福州市）人，清朝政治人物。
翰林葉觀國子。乾隆六十年（1795年）乙卯科举人，嘉庆十五年（1820年）接替陶焜午任奉贤县知县一职，1824年由刘佳接任。